# Joachim Krause (Politikwissenschaftler)
Joachim Krause (* 7. Februar 1951 in Heide, Schleswig-Holstein) ist ein deutscher Politikwissenschaftler und emeritierter Professor für Internationale Politik am Institut für Sozialwissenschaften der Christian-Albrechts-Universität zu Kiel.
Im Jahr 2002 übernahm er die Leitung des Instituts für Sicherheitspolitik, eine Gemeinnützige GmbH an der Christian-Albrechts-Universität. Er war bis Ende Juni 2023 Direktor des Instituts und einer der beiden Geschäftsführer. Krause war bis Juni 2020 außerdem der Vorsitzende und bis Mai 2024 Vorstandsmitglied der Stiftung Wissenschaft und Demokratie (SWuD).  Die SWuD verwaltet das Stiftungsvermögen von Eberhard Schütt-Wetschky und finanziert u. a. das Institut für Sicherheitspolitik und das Institut für Parlamentarismusforschung.

## Leben
Joachim Krause machte sein Abitur am Gymnasium Heide, studierte Politikwissenschaft an der Universität Hamburg und schloss sein Studium 1975 als Diplompolitologe ab. 1982 erfolgte seine Promotion an der Freien Universität Berlin mit einer Schrift zur sowjetischen Militärhilfepolitik gegenüber Entwicklungsländern, 1997 habilitierte er sich an der Rheinischen Friedrich-Wilhelms-Universität Bonn mit einer Arbeit zum Strukturwandel der Internationalen Nichtverbreitungspolitik. Die Arbeit wurde durch Karl Kaiser, Hans-Peter Schwarz, Manfred Funke, Werner Dolzer und Erich Weede begutachtet.
Von 1978 bis 1993 war er wissenschaftlicher Mitarbeiter des Forschungsinstituts für internationale Politik und Sicherheit der Stiftung Wissenschaft und Politik in Ebenhausen (heute in Berlin). Von 1993 bis 2001 war er stellvertretender Direktor des Forschungsinstituts der Deutschen Gesellschaft für Auswärtige Politik (DGAP), erst in Bonn und später in Berlin. In den Jahren 1997 bis 2000 war er als Privatdozent weiterhin in Bonn tätig, im Zeitraum 2000 bis 2001 lehrte er an der Universität Potsdam. Im September 2001 wurde er als Nachfolger von Werner Kaltefleiter zum Professor für Internationale Politik an der Christian-Albrechts Universität zu Kiel ernannt. Krause ist seit 2017 Mitherausgeber der Zeitschrift Sirius. Zeitschrift für Strategische Analysen.
Ende des Sommersemesters 2016 wurde Krause emeritiert.

## Veröffentlichungen (Auswahl)
- Sowjetische Militärhilfepolitik gegenüber Entwicklungsländern (= Internationale Politik und Sicherheit, Bd. 26). Nomos, Baden-Baden 1985, ISBN 3-7890-1137-1 (= Dissertation Freie Universität Berlin).
- (Hrsg.): Security implications of a global chemical weapons ban. Westview Press, Boulder, Colo. 1991, ISBN 0-8133-8326-9.
- (mit Charles K. Mallory): Chemische Waffen in der Militärdoktrin der Sowjetunion. Historische Erfahrungen und militärische Lehren 1919 - 1991 (= Internationale Politik und Sicherheit, Bd. 31). Nomos, Baden-Baden 1993, ISBN 3-7890-3124-0.
- (Hrsg.): Kernwaffenverbreitung und internationaler Systemwandel. Neue Risiken und Gestaltungsmöglichkeiten (= Internationale Politik und Sicherheit, Bd. 36). Nomos, Baden-Baden 1994, ISBN 3-7890-3094-5.
- Strukturwandel der Nichtverbreitungspolitik. Die Verbreitung von Massenvernichtungswaffen und die weltpolitische Transformation (= Schriften des Forschungsinstituts der Deutschen Gesellschaft für Auswärtige Politik e. V., Bd. 65). Oldenbourg, München 1998, ISBN 3-486-56359-9 (= Habilitationsschrift Universität Bonn).
- (Hrsg., mit Kurt R. Spillmann): Kosovo. Lessons learned for international cooperative security (= Studien zu Zeitgeschichte und Sicherheitspolitik, Bd. 5). Lang, Frankfurt/M. 2000, ISBN 3-906765-16-4.
- (Hrsg.): Kosovo. Humanitäre Intervention und kooperative Sicherheit in Europa. Leske + Budrich, Opladen 2000, ISBN 3-8100-2877-0.
- (Hrsg.): Nuclear weapons into the 21st century. Current trends and future prospects (= Studien zu Zeitgeschichte und Sicherheitspolitik, Bd. 8). Lang, Frankfurt/M. 2001, ISBN 3-906767-93-0.
- (Hrsg.): Unraveling the European security and defense policy conumdrum (= Studien zu Zeitgeschichte und Sicherheitspolitik, Bd. 11). Lang, Frankfurt/M. 2003, ISBN 3-906770-86-9.
- (Hrsg., mit Jan C. Irlenkaeuser): Bundeswehr – die nächsten 50 Jahre. Anforderungen an deutsche Streitkräfte im 21. Jahrhundert. Budrich, Opladen 2006, ISBN 978-3-86649-006-2.
- (Hrsg., mit Charles King Mallory IV): International state building and reconstruction efforts. Experience gained and lessons learned. Budrich, Opladen 2010, ISBN 978-3-86649-271-4.
- (Hrsg., mit Charles King Mallory IV): Afghanistan, Pakistan and strategic change. Adjusting Western regional policy. Routledge, London 2014, ISBN 978-1-315-88973-3.
- (Mithrsg.): Terrorismusforschung. Interdisziplinäres Handbuch für Wissenschaft und Praxis (= ISPK-Studien zur Terrorismusforschung, Bd. 3). Nomos, Baden-Baden 2022, ISBN 978-3-8487-6321-4.

## Audio
- Zur Entwicklung in Russland – Interview mit Joachim Krause, 8.53 Minuten, Interview Christoph  Heinemann, Deutschlandfunk 27. Juni 2023